# Zabol
Zabol ou Zabul (em persa: زابل, transl. Zābol) é uma província do Afeganistão. Sua capital é a cidade de Qalat.